# Бак-Крік (Індіана)
Бак-Крік (англ. Buck Creek) — переписна місцевість (CDP) в США, в окрузі Тіппікану штату Індіана. Населення — 182 особи (2020).

## Географія
Бак-Крік розташований за координатами 40°29′15″ пн. ш. 86°45′44″ зх. д. / 40.48750° пн. ш. 86.76222° зх. д. (40.487450, -86.762190).  За даними Бюро перепису населення США в 2010 році переписна місцевість мала площу 0,30 км², уся площа — суходіл.

## Демографія
Згідно з переписом 2010 року, у переписній місцевості мешкало 207 осіб у 79 домогосподарствах у складі 60 родин. Густота населення становила 689 осіб/км².  Було 82 помешкання (273/км²).
Расовий склад населення:
| - 100,0 % — білих |

До двох чи більше рас належало 0,0 %. Частка іспаномовних становила 0,0 % від усіх жителів.
За віковим діапазоном населення розподілялося таким чином: 27,1 % — особи молодші 18 років, 64,2 % — особи у віці 18—64 років, 8,7 % — особи у віці 65 років та старші. Медіана віку мешканця становила 40,5 року. На 100 осіб жіночої статі у переписній місцевості припадало 95,3 чоловіків;  на 100 жінок у віці від 18 років та старших — 104,1 чоловіків також старших 18 років.
Цивільне працевлаштоване населення становило 98 осіб. Основні галузі зайнятості: освіта, охорона здоров'я та соціальна допомога — 50,0 %, виробництво — 32,7 %, оптова торгівля — 17,3 %.